# Jacques Onana
Jacques Ghislain Onana Ndzomo (ur. 23 sierpnia 1993 w Jaunde) – kameruński piłkarz występujący na pozycji środkowego obrońcy w mołdawskim klubie Petrocub Hîncești.

## Sukcesy

### Klubowe
Petrocub Hîncești
- Zdobywca Pucharu Mołdawii: 2019/2020